# Большой увеличенный септаккорд
Большо́й увели́ченный септакко́рд, также Увели́ченный септакко́рд — септаккорд, содержащий в тесном расположении (то есть будучи расположен по терциям) увеличенное трезвучие в основании и большую септиму между крайними звуками, или, иначе, две больших и одну малую терции, увеличенную и чистую квинты, увеличенное и большое трезвучия. 

## Большой увеличенный септаккорд втональности
Поскольку увеличенная квинта, входящая в состав большого увеличенного септаккорда, является хроматическим интервалом, в натуральных ладах, звукоряды которых принадлежат диатоническому интервальному роду, данное четырёхзвучие невозможно. В рамках условной диатоники большой увеличенный септаккорд образуется в гармоническом виде мажора и минора (см. Характерные интервалы). Так, в гармоническом мажоре структурно большим увеличенным септаккордом является септаккорд шестой гармонической ступени (♭VI7), а в гармоническом миноре — септаккорд третьей ступени (III7).  
В классической гармонии побочные септаккорды используются редко. Септаккорд шестой ступени в гармоническом мажоре применяется в основном как двойное задержание к субдоминантовому секстаккорду (IV6) или терцквартаккорду второй ступени (II43), а септаккорд третьей ступени гармонического минора — как задержание к тоническому секстаккорду (I6). 

## Примеры
Большой увеличенный септаккорд от звука "до" (звуки c - e - gis - h):

## Комментарии
1. ↑  Эквивалентно: Большой септаккорд с увеличенным трезвучием[2], Большой септаккорд с увеличенной квинтой[3].